# Château de Lastouzeilles
Le château de Lastouzeilles ou de Las Touzeilles est un château situé sur la commune de Palleville, dans le Tarn (France).
Il est partiellement inscrit au titre des monuments historiques par arrêté du 17 mars 1999. Propriété privée appartenant à la famille de Gouttes, il ouvre ses portes l'été. La visite du parc et des parties classées est gratuite,.

## Situation
Le château est établi près du ruisseau de la Mouline, à la frontière Albigeois-Lauragais, source de conflit pendant les guerres de Religion.

## Historique

### Origine
Le site du château de Lastouzeilles est occupé depuis au moins l'Antiquité : des vestiges romains ont été trouvés sur place. De plus, « Touzeilles » pouvant signifier tours vieilles, il est possible que ce nom fasse référence à la présence sur le lieu d'un château antérieur. Ainsi, la propriétaire actuelle déclare qu'il existait déjà à l'époque de la croisade des albigeois et que des cathares s'y sont réfugiés un temps. Selon elle, le donjon actuel existait alors déjà, et à seulement été arasé sous Richelieu, de 30m à 15m.

### Les guerres de Religion
L'actuel château a sûrement été élevé vers le fin du XVe siècle, date à laquelle il est mentionné pour la première fois.
Lors des guerres de Religion, l'édifice est dans un premier temps sous la domination des catholiques. C'est en 1587, qu'il passe aux mains des huguenots, après un siège mené par le puissant vicomte de Turenne, Henri de La Tour d'Auvergne. Les protestants s'en servent dès lors pour résister aux troupes catholiques du duc Anne de Joyeuse qui sévit dans la région. De cette période troublée demeure une trace de boulet dans la façade ouest. 

### DuXVIIesiècleà aujourd'hui
Le château de Lastouzeilles est restauré à la fin du XVIe siècle, et appartient alors toujours à un seigneur protestant. Néanmoins, son descendant devra se convertir après la révocation de l'édit de Nantes, non sans avoir fait graver dans un linteau : « malgré moi ».
Après la Révolution française, il est acheté en 1806 par Jean-Louis de Gouttes, capitaine de cuirassiers dans la Grande Armée, chevalier de la Légion d'honneur. Il était l'un des enfants de Jean-Louis de Gouttes,  conseiller du roi et juge royal de la ville et bailliage de Revel. Les propriétaires actuels, la famille de Gouttes, sont ses descendants. Cette famille vient de la ville de Revel où ils habitaient et où ils possédaient une filature de coton. Au XIXe siècle, des travaux ont lieu, dont la pose de contreforts destinés à soutenir des murs bâtis sans fondation. L'aspect général n'en est pas modifié.

## Architecture

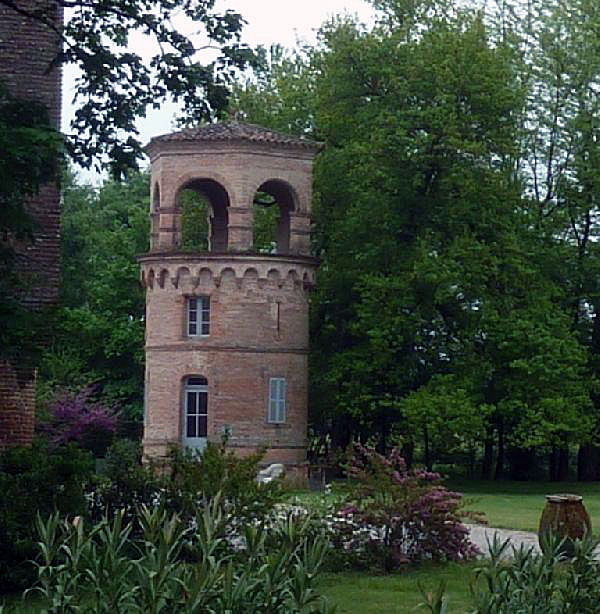
Le château d'eau dans le parc

Le château de Lastouzeilles se présente comme un long corps de logis orienté est-ouest, et complété par une aile en retour au nord. Il est entièrement construit en brique foraine, à l'exception de quelques parements. 
Deux petite tours carrées encadrent la façade sud. Cette façade se présente sur trois étages et les fenêtres à meneau révèlent le style Renaissance. Une autre tour, ancien donjon du château, flanque l'aile en retour.
Dans le parc, un château d'eau ou pavillon des bains est installé au XIXe siècle pour alimenter en eau les cabinets de toilette. À l'ouest une partie des douves et du mur de clôture est conservée.
L'édifice renferme encore ses oubliettes, datant de l'époque où le seigneur avait droit de justice.